# 貝原東軒
貝原 東軒（かいばら とうけん、1652年（承応元年） - 1714年2月10日（正徳3年12月26日））は、江戸時代の女流書家、歌人。生家の苗字は江崎、名は初、字は得生。福岡藩の本草学者で儒学者でもあった貝原益軒の妻。

## 生涯・人物

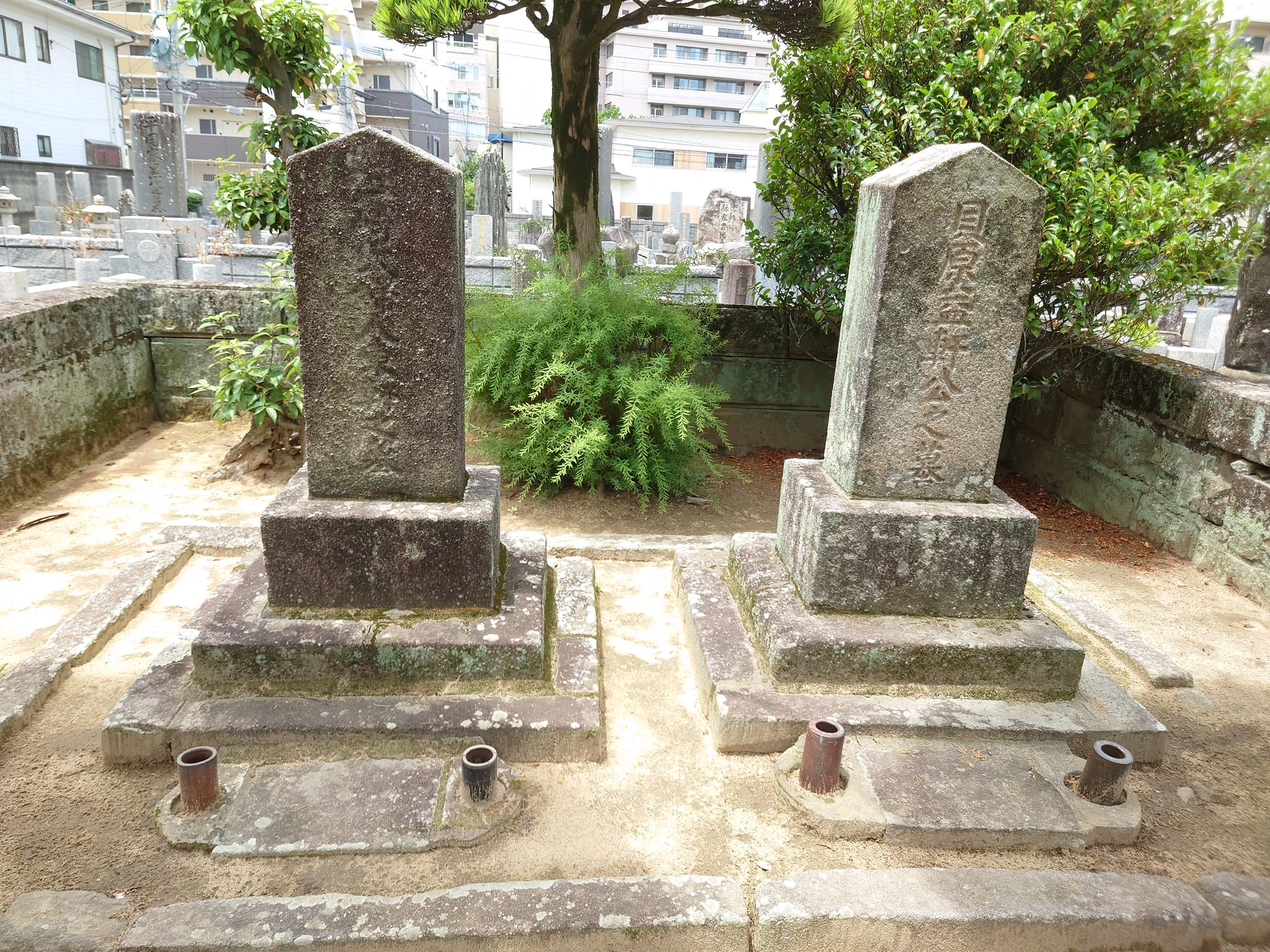
金龍寺にある貝原夫妻の墓

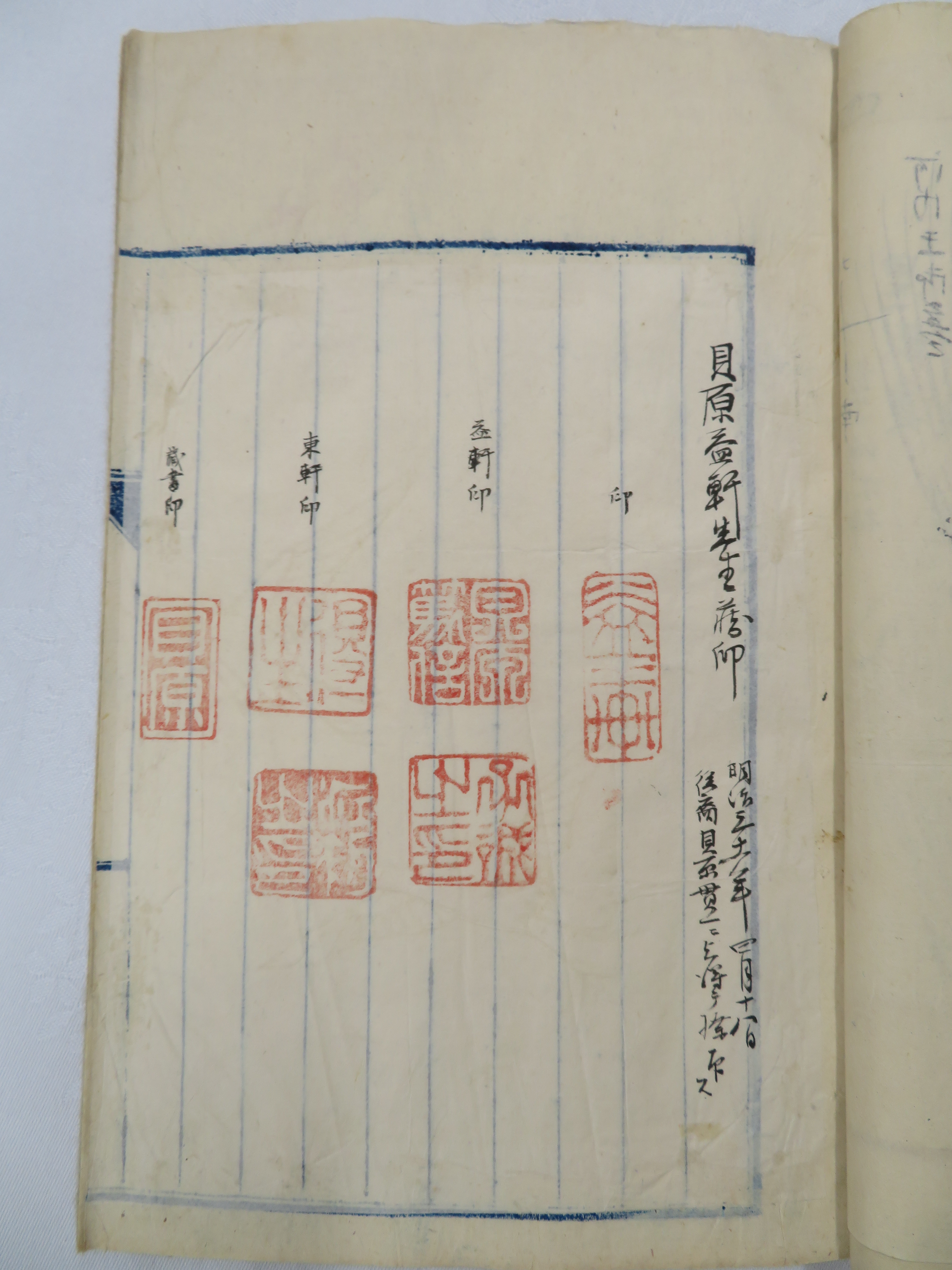
貝原益軒東軒蔵書印影

福岡藩の支藩だった秋月藩の藩士、江崎広道の娘として生まれる。広道は畏斎と号して宋学を篤信していた。東軒も幼いころより父の薫陶を受け、経史に通じ、墨書を能くした。
寛文8年（1668年）6月25日、17歳の時に、医師であった兄（一説に叔父）と共に行動していた39歳の貝原益軒と結婚した。東軒は和歌に秀でたほか、筝・胡琴をよく弾き、晩年は夫・益軒らとの合奏を楽しんだ。楷書にも巧みで、益軒と合作の軸物もしばしば伝わっている。例えば、東軒が「愛敬」と記し、その傍らに益軒が細書している。また、益軒の日記や雑記ノートに東軒がしばしば代筆している場合もあり、内助の功が多くあった。東軒自筆の楽譜や詞かるたも現存する。
2人の仲は良かったが、終生子ができなかった。東軒は華奢な体質だったようで、結婚後も郷里から両親が駆けつけるような重病を前後4回、患っている。
夫婦仲の良さを示す逸話として、益軒は妻の東軒をしばしば旅に同行させ、時に1年に及ぶ長旅になることもあった。
また夫婦の軽妙なやり取りとして
ある時東軒菜園に出て萵苣を摘む。偶益軒橡端に在り之を見呼んで曰く。
「ちしやとはたれが名づけそめけん」
と東軒言下に答へて曰く
「ただ人のしるのみなればいかにして」
と応て摘む菜を終り羹汁となして食膳に供せりその詩趣津々たるは更に言はず。琴瑟相和の状以て知るべし—朝倉郡郷土人物誌
というものが伝えられている。
墓所は福岡市中央区今川二丁目の金龍寺で、夫の益軒と隣り合って葬られている。

## 評価・作品
毛利小太郎は1931年（昭和6年）に「貝原益軒の妻女」という作品の中で、東軒を
儒教的女子教育の権化とも申すべき人であります。
と高く評価している。歌は次の一首が署名つきで残っている。
畏斎の君　既に九十の御（おん）よはひをたもち給ふをことふきし　猶行末久しき御命（おんいのち）をこひいのり　ともによをこへるを祝奉（いわいたてまつ）りける
百（もも）とせをふともいくたび手を折りて末はるかなる世をやかそへん　東軒署
また、東軒は野村望東尼、二川玉篠、高場乱、亀井少琹らとともに「筑前五女」と称されることがある。
福岡市博物館には東軒の書が所蔵されている。

## 『女大学』との関わり
近世に女子の教訓所として普及した『女大学』は、末尾に「益軒貝原先生述」と署名されているが、益軒の著述目録の中に書名はなく、子孫の家にもその稿本が見当たらないことから、実際は東軒の作ではないかとする説がある。
福本日南は著書『筑前志』の中で
其の著す所の「女大学」最も世に行はる
として、東軒夫人の著述と見なしている。三浦末雄は、「それは兎に角東軒自身「女大学」の信奉者であり、実践者であったことは疑う余地はない」と評している。
対して、高群逸枝は
益軒の遊記の中には、実は東軒の筆によるものが少なくないという。しかし『女大学』を益軒の『和俗童子訓』巻五教女子法等を骨子として、彼女がまとめたという説のごときは、何ら根拠がない。
とする見解を示している。
また、昭和女子大学名誉教授の浮須婦紗は論考『「女大学」の著者考』において、10名ほどの考察や論述を引き、益軒、東軒、第三者による『童子訓』の改作などの説を提示したうえで、益軒自身の『童子訓』の改作が未発表のままのちに出版されたものではないかという説を提示している。